# Cobubatha scobina
Cobubatha scobina är en fjärilsart som beskrevs av Max Wilhelm Karl Draudt 1928. Cobubatha scobina ingår i släktet Cobubatha och familjen nattflyn. Inga underarter finns listade i Catalogue of Life.